# Wahlkreis South West Norfolk

Wahlkreise im Norfolk (1995 – 2007)

Wahlkreise im Norfolk (2007 – 2023)

Wahlkreise im Norfolk (seit 2023)

Der Wahlkreis South West Norfolk ist ein Wahlkreis (englisch constituency) für die Wahl eines Abgeordneten des britischen Unterhauses (House of Commons).

## Ergebnisse (seit 1997)

### Parlamentswahl 1997
| Kandidaten           | Kandidaten       | Parteien           | Stimmen | %    |
| -------------------- | ---------------- | ------------------ | ------- | ---- |
|                      | Gillian Shephard | Conservative Party | 24.694  | 42,0 |
|                      | Adrian Heffernan | Labour Party       | 22.230  | 37,8 |
|                      | David Bucton     | Liberal Democrats  | 8.178   | 13,9 |
|                      | Ronnie Hoare     | Referendum Party   | 3.694   | 6,3  |
| Gesamt               | Gesamt           | Gesamt             | 58.796  | 100  |
|                      |                  |                    |         |      |
| Quelle: UK Parlament |                  |                    |         |      |

### Parlamentswahl 2001
| Kandidaten           | Kandidaten       | Parteien              | Stimmen | %    |
| -------------------- | ---------------- | --------------------- | ------- | ---- |
|                      | Gillian Shephard | Conservative Party    | 27.633  | 52,2 |
|                      | Anne Hanson      | Labour Party          | 18.267  | 34,5 |
|                      | Gordon Dean      | Liberal Democrats     | 5.681   | 10,7 |
|                      | Ian Smith        | UK Independence Party | 1.368   | 2,6  |
| Gesamt               | Gesamt           | Gesamt                | 52.949  | 100  |
|                      |                  |                       |         |      |
| Quelle: UK Parlament |                  |                       |         |      |

### Parlamentswahl 2005
| Kandidaten           | Kandidaten         | Parteien              | Stimmen | %    |
| -------------------- | ------------------ | --------------------- | ------- | ---- |
|                      | Christopher Fraser | Conservative Party    | 25.881  | 46,9 |
|                      | Charmaine Morgan   | Labour Party          | 15.795  | 28,7 |
|                      | April Pond         | Liberal Democrats     | 10.207  | 18,5 |
|                      | Delia Hall         | UK Independence Party | 2.738   | 5,0  |
|                      | Kim Hayes          | unabhängig            | 506     | 0,9  |
| Gesamt               | Gesamt             | Gesamt                | 55.127  | 100  |
|                      |                    |                       |         |      |
| Quelle: UK Parlament |                    |                       |         |      |

### Parlamentswahl 2010
| Kandidaten           | Kandidaten        | Parteien                         | Stimmen | %    |
| -------------------- | ----------------- | -------------------------------- | ------- | ---- |
|                      | Liz Truss         | Conservative Party               | 23.753  | 48,3 |
|                      | Stephen Gordon    | Liberal Democrats                | 10.613  | 21,6 |
|                      | Peter Smith       | Labour Party                     | 9.119   | 18,6 |
|                      | Kay Hipsey        | UK Independence Party            | 3.061   | 6,2  |
|                      | Dennis Pearce     | British National Party           | 1.774   | 3,6  |
|                      | Lori Allen        | Green Party of England and Wales | 830     | 1,7  |
| Gesamt               | Gesamt            | Gesamt                           | 49.150  | 100  |
|                      |                   |                                  |         |      |
| Ungültige Stimmen    | Ungültige Stimmen | Ungültige Stimmen                | 64      | 0,1  |
| Wähler               | Wähler            | Wähler                           | 49.214  | 66,7 |
| Wahlberechtigte      | Wahlberechtigte   | Wahlberechtigte                  | 73.758  |      |
|                      |                   |                                  |         |      |
| Quelle: UK Parlament |                   |                                  |         |      |

### Parlamentswahl 2015
| Kandidaten           | Kandidaten          | Parteien                         | Stimmen | %    |
| -------------------- | ------------------- | -------------------------------- | ------- | ---- |
|                      | Liz Truss           | Conservative Party               | 25.515  | 50,9 |
|                      | Paul Smyth          | UK Independence Party            | 11.654  | 23,3 |
|                      | Peter Smith         | Labour Party                     | 8.649   | 17,3 |
|                      | Rupert Moss-Eccardt | Liberal Democrats                | 2.217   | 4,4  |
|                      | Sandra Walmsley     | Green Party of England and Wales | 2.075   | 4,1  |
| Gesamt               | Gesamt              | Gesamt                           | 50.110  | 100  |
|                      |                     |                                  |         |      |
| Ungültige Stimmen    | Ungültige Stimmen   | Ungültige Stimmen                | 192     | 0,4  |
| Wähler               | Wähler              | Wähler                           | 50.302  | 65,4 |
| Wahlberechtigte      | Wahlberechtigte     | Wahlberechtigte                  | 76.970  |      |
|                      |                     |                                  |         |      |
| Quelle: UK Parlament |                     |                                  |         |      |

### Parlamentswahl 2017
| Kandidaten           | Kandidaten        | Parteien              | Stimmen | %    |
| -------------------- | ----------------- | --------------------- | ------- | ---- |
|                      | Liz Truss         | Conservative Party    | 32.894  | 62,8 |
|                      | Peter Smith       | Labour Party          | 14.582  | 27,8 |
|                      | David Williams    | UK Independence Party | 2.575   | 4,9  |
|                      | Stephen Gordon    | Liberal Democrats     | 2.365   | 4,5  |
| Gesamt               | Gesamt            | Gesamt                | 52.416  | 100  |
|                      |                   |                       |         |      |
| Ungültige Stimmen    | Ungültige Stimmen | Ungültige Stimmen     | 154     | 0,3  |
| Wähler               | Wähler            | Wähler                | 52.570  | 67,5 |
| Wahlberechtigte      | Wahlberechtigte   | Wahlberechtigte       | 77.874  |      |
|                      |                   |                       |         |      |
| Quelle: UK Parlament |                   |                       |         |      |

### Parlamentswahl 2019
| Kandidaten           | Kandidaten            | Parteien                            | Stimmen | %    |
| -------------------- | --------------------- | ----------------------------------- | ------- | ---- |
|                      | Liz Truss             | Conservative Party                  | 35.507  | 69,0 |
|                      | Emily Blake           | Labour Party                        | 9.312   | 18,1 |
|                      | Josie Ratcliffe       | Liberal Democrats                   | 4.166   | 8,1  |
|                      | Pallavi Devulapalli   | Green Party of England and Wales    | 1.645   | 3,2  |
|                      | Earl Elvis of Outwell | Official Monster Raving Loony Party | 836     | 1,6  |
| Gesamt               | Gesamt                | Gesamt                              | 51.466  | 100  |
|                      |                       |                                     |         |      |
| Ungültige Stimmen    | Ungültige Stimmen     | Ungültige Stimmen                   | 184     | 0,4  |
| Wähler               | Wähler                | Wähler                              | 51.650  | 65,8 |
| Wahlberechtigte      | Wahlberechtigte       | Wahlberechtigte                     | 78.455  |      |
|                      |                       |                                     |         |      |
| Quelle: UK Parlament |                       |                                     |         |      |

### Parlamentswahl 2024
| Kandidaten           | Kandidaten                | Parteien                            | Stimmen | %    |
| -------------------- | ------------------------- | ----------------------------------- | ------- | ---- |
|                      | Terry Jermy               | Labour Party                        | 11.847  | 26,7 |
|                      | Liz Truss                 | Conservative Party                  | 11.217  | 25,3 |
|                      | Toby McKenzie             | Reform UK                           | 9.958   | 22,5 |
|                      | James Bagge               | unabhängig                          | 6.282   | 14,2 |
|                      | Josie Ratcliffe           | Liberal Democrats                   | 2.618   | 5,9  |
|                      | Pallavi Devulapalli       | Green Party of England and Wales    | 1.838   | 4,1  |
|                      | Earl Elvis of East Anglia | Official Monster Raving Loony Party | 338     | 0,8  |
|                      | Gary Conway               | Heritage Party                      | 160     | 0,4  |
|                      | Lorraine Douglas          | Communist Party of Britain          | 77      | 0,2  |
| Gesamt               | Gesamt                    | Gesamt                              | 44.335  | 100  |
|                      |                           |                                     |         |      |
| Ungültige Stimmen    | Ungültige Stimmen         | Ungültige Stimmen                   | 139     | 0,3  |
| Wähler               | Wähler                    | Wähler                              | 44.474  | 59,5 |
| Wahlberechtigte      | Wahlberechtigte           | Wahlberechtigte                     | 74.724  |      |
|                      |                           |                                     |         |      |
| Quelle: UK Parlament |                           |                                     |         |      |